# Kazuki Hashioka
Kazuki Hashioka (jap. 橋岡 和樹, ur. 20 stycznia 1997 w Saitamie) – japoński piłkarz występujący na pozycji prawego obrońcy w singapurskim klubie Albirex Niigata. Ma młodszego brata Daikiego, który także jest piłkarzem.